# Championnat d'Amérique du Nord et des Caraïbes féminin de handball 2021
Navigation
Mexique 2019 Groenland 2023
Le Championnat d'Amérique du Nord et des Caraïbes 2022 est la 4e édition de cette compétition. Elle s'est déroulée du 22 au 25 août 2021 à Elgin aux États-Unis.
Porto Rico remporte pour la compétition pour la seconde fois et obtient ainsi sa qualification pour le Championnat du monde 2021.

## Présentation

### Équipes qualifiées
Quatre équipes participent à la compétition :
- États-Unis, pays organisateur
- Groenland
- Mexique
- Porto Rico

A noter que Cuba, tenant du titre, n'a pas participé à la compétition.

### Arbitres
Les arbitres pour la compétition sont :
| Nationalité | Juges-arbitres                 |
| ----------- | ------------------------------ |
| France      | Yann Carmaux et Julien Mursch  |
| Groenland   | Enok Petersen et Erni Johansen |
| Mexique     | Juan Castro et Omar García     |
| États-Unis  | Rafael Marques et Kevin Poulet |

### Lieu de la compétition
La compétition se déroule dans le Centre of Elgin à Elgin dans l'Illinois, à environ 60 km au nord de Chicago. Du fait de la pandémie de Covid-19, la compétition se déroule sans spectateurs.

## Tour préliminaire
|   | Équipe     | Pts | J | G | N | P | Bp | Bc | Diff |
| - | ---------- | --- | - | - | - | - | -- | -- | ---- |
| 1 | Groenland  | 6   | 3 | 3 | 0 | 0 | 87 | 68 | 19   |
| 2 | Porto Rico | 4   | 3 | 1 | 0 | 1 | 80 | 70 | 10   |
| 3 | Mexique    | 2   | 3 | 1 | 0 | 2 | 76 | 83 | -7   |
| 4 | États-Unis | 0   | 3 | 0 | 0 | 3 | 59 | 81 | -22  |

| 22 août 17h00 | Porto Rico | 28 – 20 | États-Unis       | The Centre of Elgin, Elgin Arbitrage : Carmaux, Mursch |
| 22 août 17h00 | Graciani 6 | (14–8)  | Carvalho, Lima 4 | The Centre of Elgin, Elgin Arbitrage : Carmaux, Mursch |
| 22 août 17h00 | ×2         | Rapport | ×1 ×8            | The Centre of Elgin, Elgin Arbitrage : Carmaux, Mursch |

| 22 août 19h00 | Groenland  | 33 – 27 | Mexique | The Centre of Elgin, Elgin Arbitrage : Marques, Poulet |
| 22 août 19h00 | Heilmann 7 | (17–12) | Leal 8  | The Centre of Elgin, Elgin Arbitrage : Marques, Poulet |
| 22 août 19h00 | ×2 ×6 ×1   | Rapport | ×2      | The Centre of Elgin, Elgin Arbitrage : Marques, Poulet |

| 23 août 17h00 | Mexique   | 24 – 29 | Porto Rico     | The Centre of Elgin, Elgin Arbitrage : Petersen, Johansen |
| 23 août 17h00 | Arriaga 6 | (10–15) | Fuentes (en) 7 | The Centre of Elgin, Elgin Arbitrage : Petersen, Johansen |
| 23 août 17h00 | ×3        | Rapport | ×1 ×5          | The Centre of Elgin, Elgin Arbitrage : Petersen, Johansen |

| 23 août 19h00 | États-Unis | 18 – 28 | Groenland     | The Centre of Elgin, Elgin Arbitrage : Castro, García |
| 23 août 19h00 | Nesper 5   | (10–11) | Hansen (en) 9 | The Centre of Elgin, Elgin Arbitrage : Castro, García |
| 23 août 19h00 | ×1 ×3 ×1   | Rapport | ×2 ×3         | The Centre of Elgin, Elgin Arbitrage : Castro, García |

| 24 août 17h00 | Groenland   | 26 – 23 | Porto Rico                   | The Centre of Elgin, Elgin Arbitrage : Castro, García |
| 24 août 17h00 | Kajangmat 7 | (10–8)  | Fuentes (en), Hiraldo (en) 4 | The Centre of Elgin, Elgin Arbitrage : Castro, García |
| 24 août 17h00 | ×1 ×5       | Rapport | ×1 ×2                        | The Centre of Elgin, Elgin Arbitrage : Castro, García |

| 24 août 19h00 | États-Unis              | 21 – 25 | Mexique    | The Centre of Elgin, Elgin Arbitrage : Carmaux, Mursch |
| 24 août 19h00 | Carvalho, Christensen 4 | (12–14) | Gallegos 6 | The Centre of Elgin, Elgin Arbitrage : Carmaux, Mursch |
| 24 août 19h00 | ×2                      | Rapport | ×3         | The Centre of Elgin, Elgin Arbitrage : Carmaux, Mursch |

## Phase finale

### Match pour la3eplace
| 25 août 17h00 | Mexique | 28 – 14 | États-Unis | The Centre of Elgin, Elgin Arbitrage : Petersen, Johansen |
| 25 août 17h00 | Leal 6  | (13–5)  | Taylor 4   | The Centre of Elgin, Elgin Arbitrage : Petersen, Johansen |
| 25 août 17h00 | ×2      | Rapport | ×1 ×2      | The Centre of Elgin, Elgin Arbitrage : Petersen, Johansen |

### Finale
| 25 août 19h00 | Groenland | 24 – 34 | Porto Rico       | The Centre of Elgin, Elgin Arbitrage : Carmaux, Mursch |
| 25 août 19h00 | Holm 7    | (10–18) | Ceballos (en) 10 | The Centre of Elgin, Elgin Arbitrage : Carmaux, Mursch |
| 25 août 19h00 | ×2 ×3     | Rapport | ×1 ×2            | The Centre of Elgin, Elgin Arbitrage : Carmaux, Mursch |

## Classement final
| Rang                                 | Équipe     | J | G | N | P | Bp  | Bc  | Diff |
| ------------------------------------ | ---------- | - | - | - | - | --- | --- | ---- |
| Médaille d'or, Amérique du Nord      | Porto Rico | 4 | 3 | 0 | 1 | 114 | 94  | 20   |
| Médaille d'argent, Amérique du Nord  | Groenland  | 4 | 3 | 0 | 1 | 111 | 102 | 9    |
| Médaille de bronze, Amérique du Nord | Mexique    | 4 | 2 | 0 | 2 | 104 | 97  | 7    |
| 4                                    | États-Unis | 4 | 1 | 0 | 3 | 73  | 109 | -36  |

## Statistiques et récompenses

### Équipe type
L'équipe-type de la compétition est :
| Poste                   | Joueuse                 |
| ----------------------- | ----------------------- |
| Meilleure joueuse (MVP) | Sheila Hiraldo (en)     |
| Gardienne de but        | Sophie Fasold (en)      |
| Ailière droit           | Jailene Maldonado (en)  |
| Arrière droit           | Josephine Gardaard      |
| Demi-centre             | Nathanys Ceballos       |
| Arrière gauche          | Lykke Frank Hansen (en) |
| Ailière gauche          | Zuleika Fuentes (en)    |
| Pivot                   | Ivana Holm              |

### Buteuses
| Rang | Joueuse                 | Buts |
| ---- | ----------------------- | ---- |
| 1    | Nathalys Ceballo        | 24   |
| 2    | Lykke Frank Hansen (en) | 20   |
| 3    | Gamma Leal              | 19   |
| 4    | Zuleika Fuentes         | 18   |
| 5    | Debanhy Arriga          | 17   |
| 6    | Aviana Kajangmat        | 15   |
| 7    | Itzel Vargas            | 15   |
| 8    | Sheila Hiraldo          | 15   |
| 9    | Anja Heilmann           | 14   |
| 10   | Cinithia Gallegos       | 14   |